# Synagoga w Chmielniku
Synagoga w Chmielniku – synagoga znajdująca się w Chmielniku przy ulicy Wspólnej 14, na północ od rynku, w odległości 300 metrów od niego.

## Historia

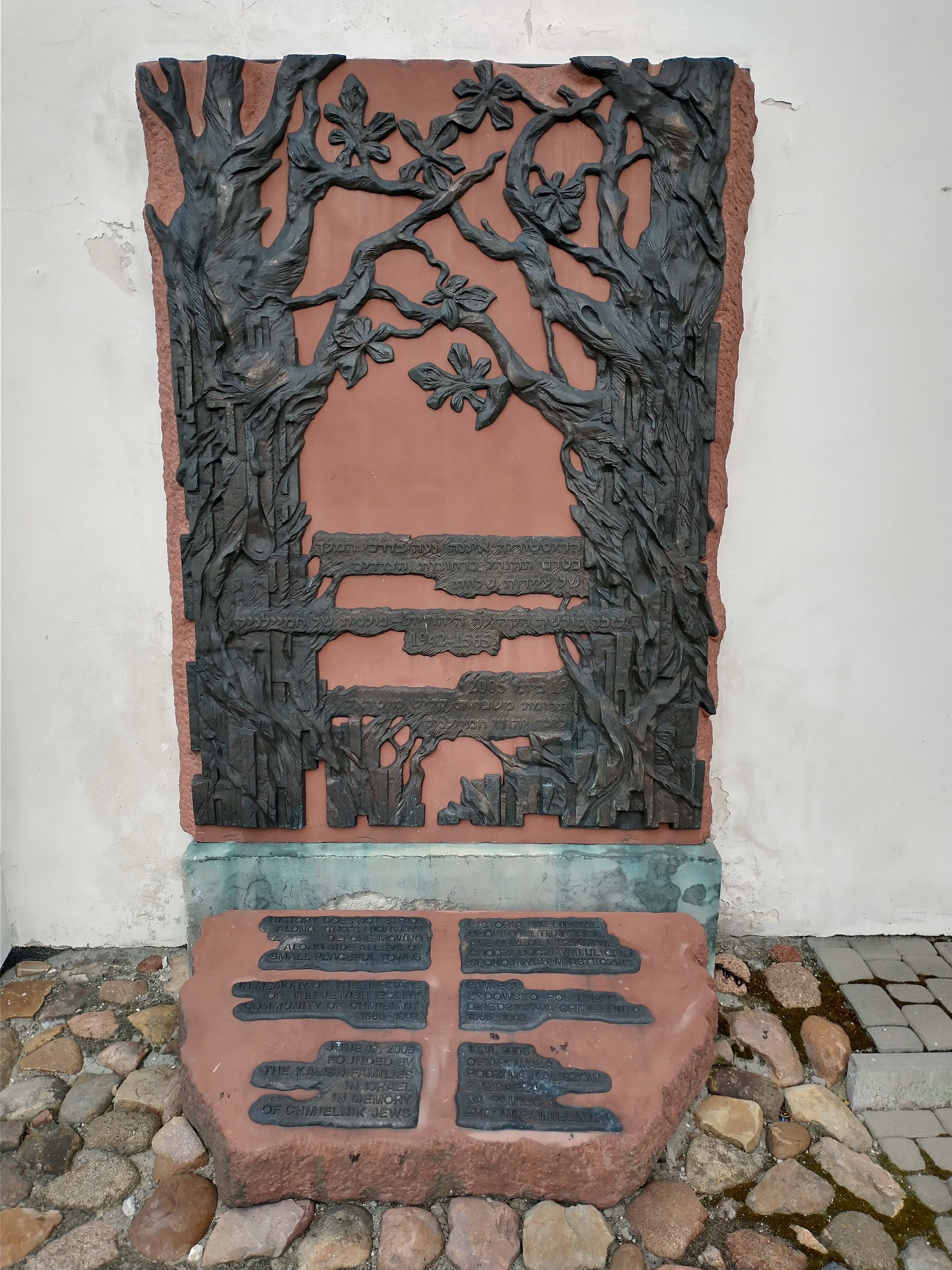
Pomnik

Synagoga została wybudowana w XVIII w. Właściciel miasta Krzysztof Gołuchowski 18 kwietnia 1630 nadał Żydom przywilej: 
dozwalają tymże starozakonnym zamieszkania, zakładania handlów różnych, winnicy, szynków y budowlów na placach nakoniec wystawienia Bóźnicy y szkółek.
Po pożarze z 1876 przebudowano budynek zmieniając formę dachu, podział elewacji i powstał nowy wystrój wnętrz i dekorscje. Podczas II wojny światowej, w 1942 okupanci niemieccy zdewastowali wnętrze synagogi i przeznaczyli je na magazyn. Wówczas dobudowano drewniany strop w głównej sali modlitewnej oraz rozebrano balustradę babińca. Po zakończeniu wojny budynek był wykorzystywany jako magazyn zboża. 

### Renowacja
W 2008 zapadła decyzja o odbudowie synagogi. W budynku mieści się muzeum upamiętniające życie w typowym sztetlu – polsko-żydowskim miasteczku. Projekt opracowało biuro Nizio Design International. Odrestaurowana synagoga obrazuje kilkaset lat historii Żydów w Chmielniku, a także życie w typowym przedwojennym sztetlu, przy użyciu nowoczesnych środków wyrazu.
Projekt oparto na dwóch bryłach. Pierwsza symbolizuje światło, czyli wspólne życie Polaków i Żydów przed wybuchem wojny, druga cień, czyli Holokaust. Pierwsza, metalowa w kształcie sześcianu, znajduje się we wnętrzu synagogi. Jej dachem jest scena, na której odbywają się różnego rodzaju koncerty, przedstawienia teatralne i wystawy. Wokół sześcianu powstała ścieżka. Na zewnątrz budynku znajduje się druga bryła, tzw. Dom Cienia symbolizujący zagładę Żydów. W dawnej sali modlitw została zrekonstruowana ze szkła XVIII-wieczna bima, która stała w synagodze do wybuchu II wojny światowej.
Realizacja projektu, a także zagospodarowanie terenu wokół synagogi pochłonęło około 7 milionów złotych. Cztery miliony zostały pozyskane z Regionalnego Programu Operacyjnego na lata 2007-2013. O kolejne fundusze burmistrz Jarosław Zatorski wystąpił do Ministerstwa Kultury i Dziedzictwa Narodowego. Od stycznia 2014 interaktywny Ośrodek Edukacyjno-Muzealny „Świętokrzyski Sztetl” jest dostępny dla zwiedzających.

## Architektura
Murowany z kamienia i cegły orientowany budynek synagogi wzniesiono na planie prostokąta o wymiarach wewnętrznych 15,0 × 29,5 m z salą główną zagłębioną o kilka stopni w stosunku do poziomu terenu. Salę od zachodu poprzedzała sień i izba kahalna. Nad nimi znajdowała się galeria otwarta na salę główną mieszcząca babiniec z dostępem dwoma biegami drewnianych schodów dostawionych z zewnątrz od strony zachodniej. Całość przykryta jest czterospadowym dachem. Jednoprzestrzenna, prostokątna główna sala modlitewna nakryta jest sklepieniem czteropolowym z geometryczną dekoracją stiukową. Trzy pola znajdowały się nad salą modlitw, czwarte nieco szersze przekrywało galerię. Pierwotnie synagoga posiadała bardzo bogate wyposażenie, które zostało zniszczone podczas II wojny światowej. Zachowały się barokowe kapitele oraz resztki stiuków.
Aron ha-kodesz stanowiła wnęka na osi ściany wschodniej w sztukateryjnym obramowaniu. Wolnostojąca ośmioboczna, kamienna bima miała formę bogato dekorowanej altany.

## Synagoga przed remontem

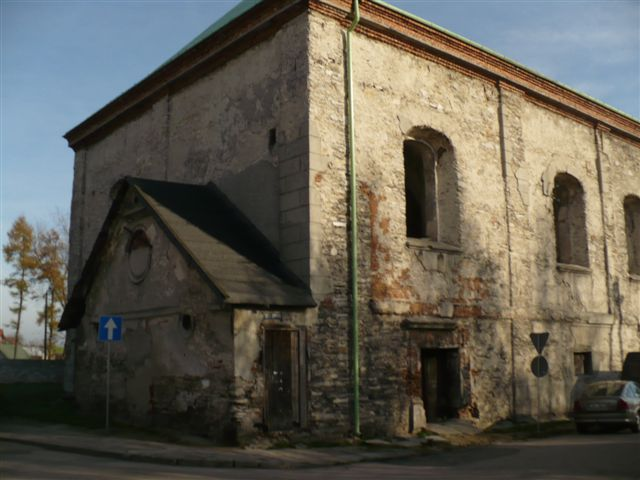
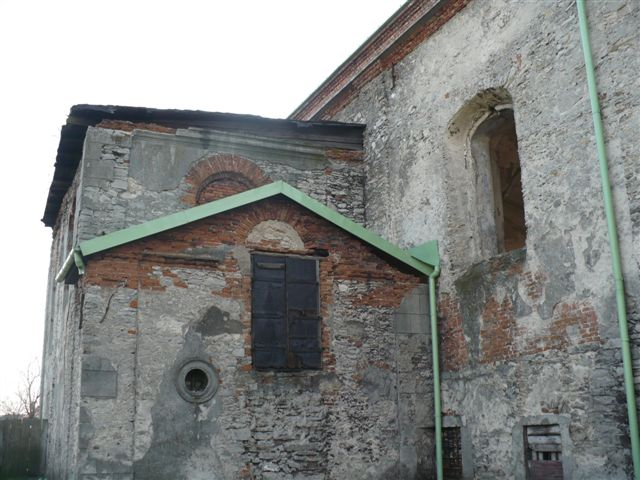
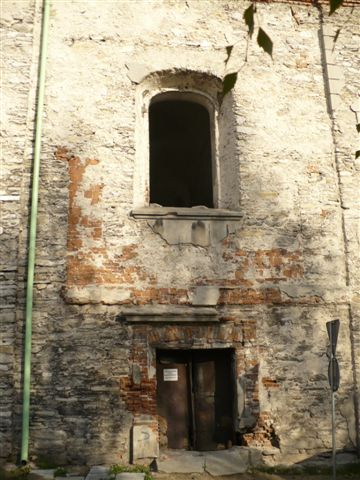
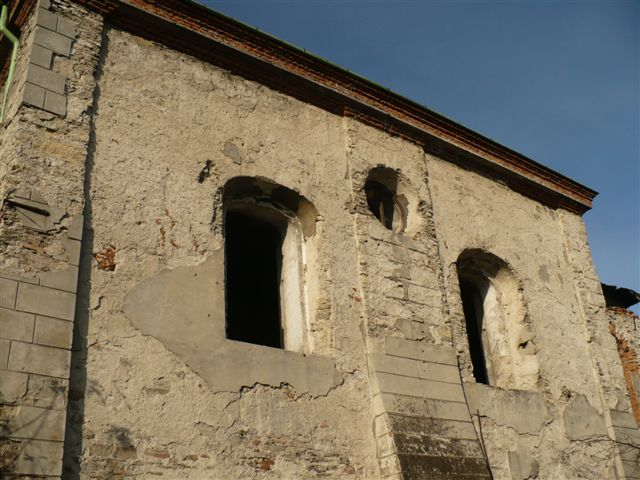